# Ана Баркова
Ана Александровна Баркова (рус. А́нна Алекса́ндровна Барко́ва; Иваново, 16. јул 1901 — Москва, 29. април 1976), била је совјетски песник, новинар, драмски писац, есејиста, мемоариста и писац белетристике. Била је затворена више од 20 година у Гулагу. 2017. филм о њеном животу је објавио Ceská Televize под називом 8 hlav sílenství (такође познат као 8 глава лудости), у коме глуми популарна певачица Анета Лангерова; углавном се ради о њеном животу у логорима и женама које је волела.

## Младост
Ана је рођена у породици домара приватне школе у граду текстила Иваново 1901. године. Дозвољено јој је да похађа школу због положаја њеног оца; ретка прилика за младу девојку из радничке класе у пред-револуционарној Русији. 
1918. уписала се као члан Круга правих пролетерских песника, групе писаца са седиштем у Иванову. Убрзо након што се придружила, почела је да пише кратке чланке за часопис групе, „Земља радника“. Такође је објављивала поезију у новинама под псеудонимом Kalika perekhozhaia („лутајући богаљ“), име које се давало слепим или осакаћеним певачима који су од села до села певали побожне баладе да би добили милостињу.

## Књижевно дело
Анина рана поезија привукла је пажњу бољшевичког књижевног естаблишмента, укључујући водећег критичара Александра Воронског и комесара просветитељства Анатолија Луначарског. Луначарски је постао њен покровитељ,  а 1922. преселила се у Москву да би била његова секретарица. Такође 1922. објављена је њена прва песничка збирка Жена са предговором Луначарског. 1923. објављена је њена драма Настасја Бонфире.
Такође је похађала књижевничку школу у Москви под управом Валерија Брјусова, а писала је за његов лист Print and Revolution. Касније је Марија Уљанова, сестра Владимира Лењина, нашла Ани место у листу Правда и помогла јој да састави другу збирку песама која никада није објављена.

## Затвор и прогонство
Крајем 1920-их постала је све више разочарана совјетским животом. Њене песме раних 1930-их биле су веома критичне према совјетском животу и институцијама.
1934. Баркова је осуђена и ухапшена, а део њене поезије је употребљен против ње као доказ. Осуђена је на пет година затвора. Поново је ухапшена у новембру 1947. године, када је осуђена на 10 година затвора и 5 година ограничених права. Њена друга пресуда укинута је у децембру 1955. године и ослобођена је. Рехабилитована је у октобру 1957. године, а затим је по трећи пут ухапшена у новембру и поново осуђена на 10 година затвора и 5 година ограничених права. Коначно је ослобођена када је укинута ова трећа пресуда у мају 1965. Такође је претрпела два периода изгнанства од 1940. до 1947. (проведена у Калуги) и од 1965. до 1967. 1967. године дозвољено јој је да се врати у Москву након интервенције групе писаца коју су предводили Александар Твардовски и Константин Федин. Остатак свог живота провела је у релативном сиромаштву у заједничком стану, где је сачувала ентузијазам за књиге, пријатеље и разговоре. 

## Енглески преводи
- A Few Autobiographical Facts and Tatar Anguish, (poems), from An Anthology of Russian Women's Writing, 1777–1992, Oxford, 1994.